# Bethel (comté de Berks, Pennsylvanie)
Pour les articles homonymes, voir Bethel.
Bethel est une census-designated place située dans le comté de Berks (Commonwealth de Pennsylvanie, États-Unis). Sa population, qui s’élevait à 499 habitants lors du recensement de 2010, est estimée à 550 habitants au 1er juillet 2020.

## Galerie

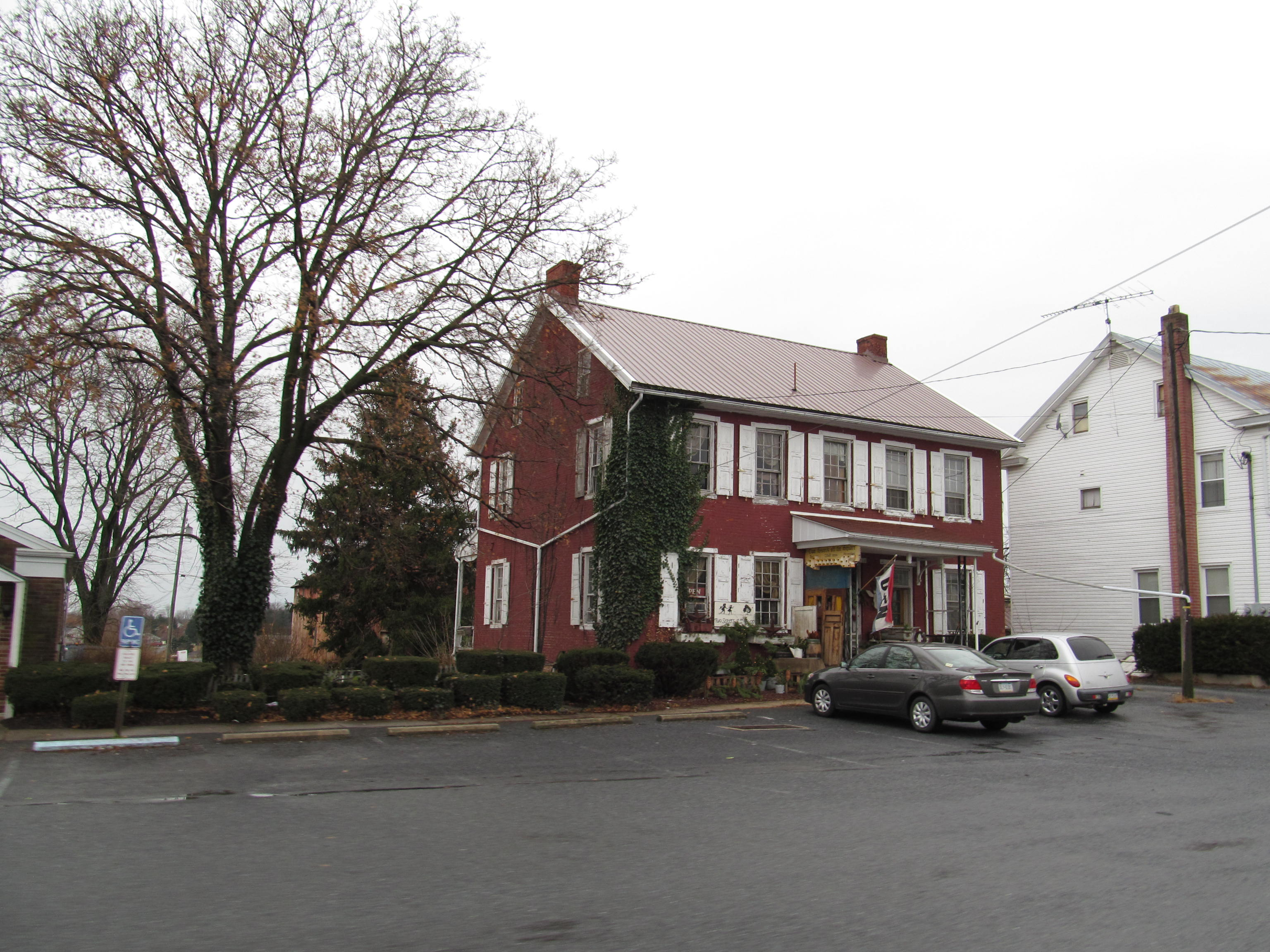
Bethel en 2012.
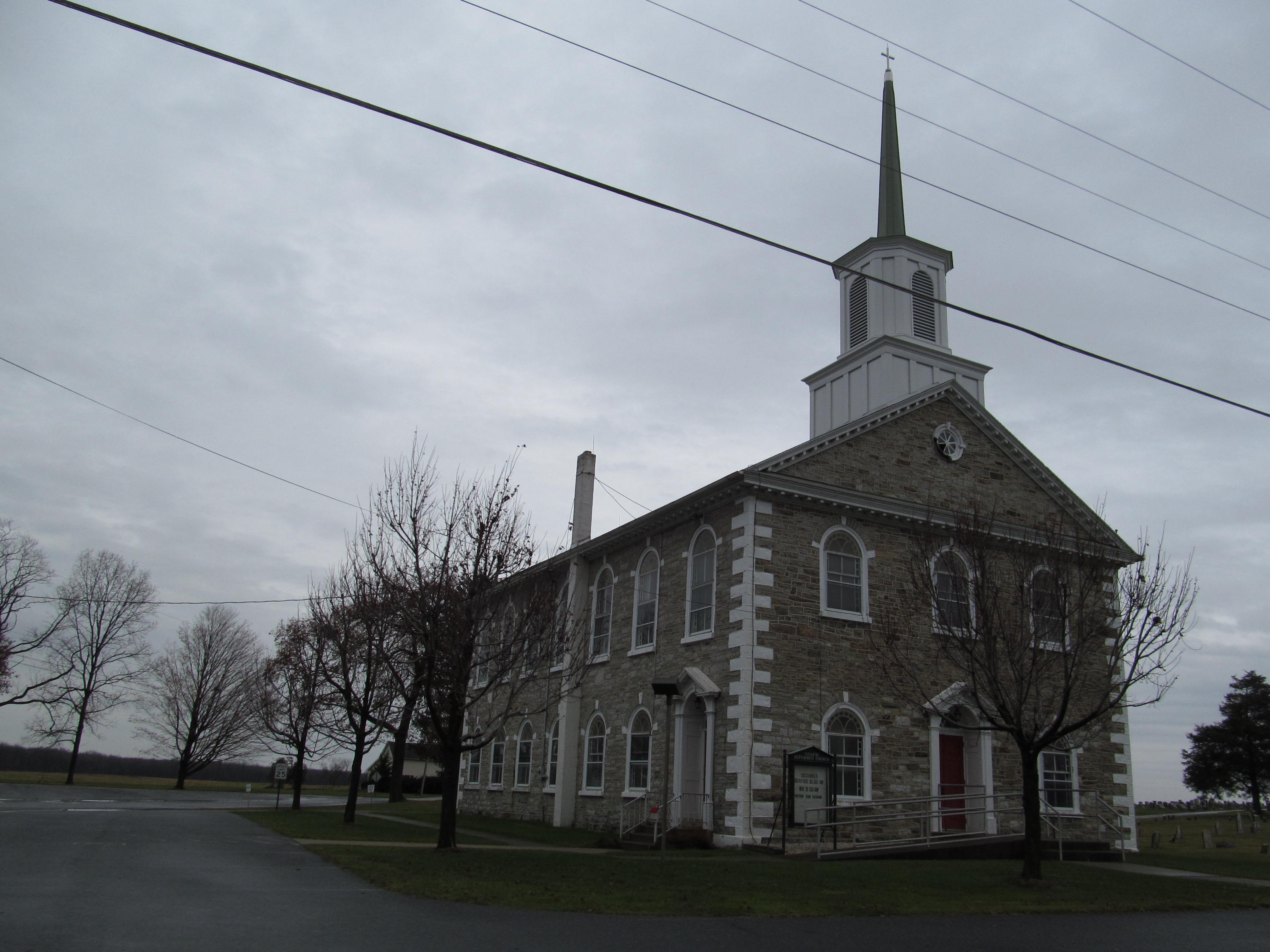
Église réformée de Salem à Béthel.